# Terras (literair tijdschrift)
Het literaire tijdschrift Terras werd in 2011 opgericht, geïnspireerd door zijn voorganger Raster (vandaar het anagram). Het verschijnt twee keer per jaar op papier en onderhoudt een literaire website met bijna dagelijks nieuwe bijdragen (niet alleen overnames en voorpublicaties uit de papieren editie) naast een avondlog van Wim Noordhoek en audio- en beeldbijdragen. Een bijzondere rubriek op de website is 'Two Minutes', een videobijdrage waarin een vertaler of auteur een korte tekst voorleest.
Kenmerkend voor zowel de papieren editie als de website is de internationale oriëntering. Het tijdschrift publiceert veel vertalingen uit de vroegere en hedendaagse wereldliteratuur, ook van te onzent nog niet zo bekende schrijvers. Volgens het manifest in het nulnummer wordt intellectuele diepgang nagestreefd, in een literair sterke maar niet academische verwoording. Het tijdschrift werkt met themanummers die evenwel niet strak worden opgevat. Zo verschenen nummers onder de noemer 'Gereedschap', 'Ruïne', 'Masker/ontmasker', 'Berlijn', 'Maken en breken', 'On/ding', 'Nieuw land', 'Door de nacht', 'Brussel', 'Metalen', 'Onze', 'Catacomben', 'China', 'Elders', 'Afrika', 'Over de grens', 'Theater', 'Cariben', "Naar water', 'Scandinavië', 'Jungle', 'Lusofonie', 'Gat', 'Babel', 'Eiland' en 'Magia/'No Magia', een nummer met literatuur van Mexicaanse vrouwelijke schrijvers. 
Terras verschijnt twee keer per jaar en brengt in elke jaargang als extra een vertaalde dichtbundel of een andere artistiek-bibliofiele publicatie.  
De huidige redactie van Terras bestaat uit Anna Eble, Ton Naaijkens, Iduna Paalman, Fabienne Rachmadiev en Laurine Verweijen. De vormgeving is in handen van Anton Feddema.
Eerdere redacteuren: Erik Lindner (oprichter), Miek Zwamborn, Kim Andringa, Tommy van Avermaete, Fyke Goorden, Renée van Marissing, Ruth Verraes, Mischa Andriessen, Laurens Ham, Tom Van de Voorde, Annelies Verbeke, Lisa Thunnissen.